# أجلونيما قلبية الأوراق
أجلونيما قلبية الأوراق (الاسم العلمي: Aglaonema cordifolium) هي نوع من النباتات يتبع جنس الأجلونيما من الفصيلة اللوفية.